# Unix-Kommando
Unter einem Unix-Kommando versteht man eines aus einer Vielzahl von Kommandos auf Unix-Systemen, mithilfe derer sich das Betriebssystem über eine Shell (Benutzerschnittstelle) bedienen lässt. Die Syntax von Unix-Kommandos weicht unter den verschiedenen Systemen voneinander ab. Es existieren die beiden Hauptströmungen BSD und System V. Viele Kommandos gibt es in mehreren Varianten, auch die GNU-Tools als freie Software sind weit verbreitet. Die meisten Kommandos verfügen über ein- oder mehrbuchstabige Optionsschalter, die die Funktionalität verändern oder erweitern. Viele grundlegende Kommandos sind durch Standards wie POSIX vereinheitlicht, und daher auf fast allen Unix-Varianten zu finden.

## Die Baukasten-Philosophie
Die grundlegende Philosophie der Unix-Kommandos ist das Baukasten-Prinzip: Statt großer, „alles könnender“ Programme für ganze Aufgabengebiete werden kleine, spezialisierte Kommandos für elementare Aufgaben bereitgestellt, die miteinander verknüpft werden können, um komplexere Aktionen durchzuführen.
Im Folgenden wird in Klammern angegeben, bei welcher Unix-Variante das Kommando erstmals auftaucht beziehungsweise von der seine Verbreitung ausgeht und ob es in POSIX standardisiert ist:
(®V7)Das Kommando war erstmals im sogenannten Research Unix Version 7 von 1979 enthalten.
(SysV)Das Kommando war erstmals in AT&T UNIX System V von 1983 enthalten.
(BSD)Das Kommando war erstmals in der Berkeley Software Distribution enthalten, die ab 1977 entstand.
(GNU)Das Kommando gehört zu den GNU Core Utilities und war erstmals im GNU-Betriebssystem enthalten.
(SH)Dies ist (ursprünglich) ein internes Kommando der Bourne-Shell.
(CSH)Dies ist (ursprünglich) ein internes Kommando der C-Shell.
(POSIX)Das Kommando ist in POSIX standardisiert.
(u)Das Kommando entstand unabhängig von der Entwicklung einer Shell oder eines Betriebssystems.

### Unix-Shells
Unix-Systeme werden traditionellerweise über die Kommandozeile in einem Terminal oder dessen Emulation bedient. Zwar gibt es auch Desktop-Umgebungen für Unix und unixartige Systeme, jedoch wird von vielen Nutzern weiterhin die Kommandozeile bevorzugt. Dies liegt mitunter daran, dass die Shells (Kommandozeileninterpreter) unter Unix wesentlich leistungsfähiger sind als zum Beispiel der DOS-Kommandozeileninterpreter. Außerdem ist eine Shell bei manchen Aufgaben einem grafischen Benutzerinterface überlegen, da durch die Shell-Syntax zum Beispiel Ablaufsteuerung und Programmrückmeldungen einbezogen werden können, was bei grafischen Anwendungen meist nicht möglich ist.
Neben der interaktiven Nutzung haben die Shells auch die Aufgabe, so genannte Shellskripte auszuführen. Diese sind grob vergleichbar mit DOS-Stapelverarbeitungsdateien, sind jedoch aufgrund der wesentlich besseren Ausstattung der Unix-Shells mit Kontrollstrukturen deutlich leistungsfähiger. Insbesondere erlauben es die Shells, mit einfacher Syntax die Kommando-„Bausteine“ zu verknüpfen, was bei DOS erst ab MS-DOS 2 möglich ist (neuere DOSe (z. B. FreeDOS, DCP) in der Regel von Anfang an).
Im Gegensatz zu DOS-Befehlen, die oft einfach englische Worte sind (z. B. TYPE, FORMAT) haben UNIX-Befehle oft stark abgekürzte Namen (ed, w) oder sogar Fantasienamen, die nichts mit ihrer Wirkung zu tun haben (z. B. awk, less) und erfordern oft eine schwierige Einarbeitung.
Die Shells enthalten einige eingebaute Kommandos, hier einige Beispiele:
set (SH, POSIX)Einstellen von Shelloptionen und Setzen von Shellargumenten
read (SH, POSIX)Lesen einer Zeile von der Eingabe und Speicherung in einer Variablen
POSIX standardisiert hierfür keine Pfade, POSIX standardisiert hier lediglich, dass ein POSIX-kompatibles Programm namens sh existieren muss und dass es zwingend nach Eingabe von PATH=`getconf PATH` aufgefunden werden muss.

#### Die wichtigsten Shells
sh, Bourne-Shell (®V7)war nicht die erste, gilt aber als die Unix-Shell
csh, C-Shell (BSD)mit einer der Programmiersprache C ähnlichen Syntax
ksh, KornShell (SysV)Version ksh93 bildete den Ausgangspunkt für die in POSIX standardisierte Shell
bash, Bash (Bourne-again shell) (GNU)Weiterentwicklung der Bourne-Shell und derzeit meistbenutzte Unix-Shell; Shell-Voreinstellung bei den meisten GNU/Linux-Distributionen, macOS 10.3+, Solaris 11+, Windows Subsystem for Linux und Cygwin;
tcsh, TENEX-C-Shell (u)Weiterentwicklung der C-Shell
zsh, Z-Shell (u)beliebte, ksh-ähnliche Shell mit sehr vielen Merkmalen
(Weitere Shells siehe unter Unix-Shells)

### Filter
UNIX ist reichhaltig mit verschiedensten Filterprogrammen zur Bearbeitung von Datenströmen ausgestattet. Dies insbesondere, weil das in UNIX eingeführte Konzept der Pipeline sich geradezu dafür anbietet, ganze Verarbeitungsketten aus solchen Filtern aufzubauen. sed, awk, sort, more und viele andere mehr zählen zu dieser Gruppe von Programmen.

### Standard-Ein-/Ausgabe
Unix-Programme kennen drei Standardkommunikationswege:
- Standardeingabe (stdin), Voreinstellung: Tastatur (Terminal)
- Standardausgabe (stdout), Voreinstellung: Bildschirm (Terminal)
- Standardfehlerausgabe (stderr), Voreinstellung: Bildschirm (Terminal)

Auf der Standardfehlerausgabe werden per Konvention Diagnose- und Fehlermeldungen oder Warnungen ausgegeben.

### Ein-/Ausgabeumlenkung (englischI/O redirection)
Man kann die Standardkommunikationswege „umbiegen“. In der Regel tut man das, um aus einer Datei zu lesen oder in eine Datei zu schreiben.
- Eingabeumlenkung mit <:

```
       wc -l < test.dat
```

< liest aus der Datei test.dat und schreibt das Ergebnis in die Konsole. Mit wc -l (Word Counter mit dem Argument Lines) werden die Zeilen in der Konsole gezählt und ausgegeben.
- Ausgabeumlenkung mit >:

```
       ls > dir.dat
```

Die Ausgabe von ls erfolgt in die Datei dir.dat. Ist diese bereits vorhanden, dann wird sie überschrieben.
- Ausgabeumlenkung mit >>:

```
       ls >> dir.dat
```

Die Ausgabe von ls wird an das Ende der Datei dir.dat angehängt.
- Umlenkung von Standarderror mit 2>:

```
       wc -l < test.dat 2> err.log
```

Fehlermeldungen werden in die Datei err.log geschrieben (nicht in der C-Shell csh).
Das Prinzip der Ein-/Ausgabeumlenkung findet man auch im Betriebssystem MS-DOS.

### Pipes
Ein mächtiges Hilfsmittel ist die Verwendung einer Pipe zur Ein- und Ausgabeumlenkung
```
  <Kommando1> | <Kommando2>
```

Man kann mehrere Filter miteinander verknüpfen (hintereinander hängen). In der Regel erwartet ein Filter die Eingabe von der Standardeingabe (Tastatur). Die Ausgabe erfolgt auf der Standardausgabe (Bildschirm). Beim Piping wird die Ausgabe eines Kommandos über eine im Betriebssystem-Kern implementierte Pipe in die Standardeingabe des folgenden Kommandos umgeleitet.
Beispiel:
```
 grep Fidibus testdatei | tr '[:lower:]' '[:upper:]' | sort
```

In der Datei testdatei werden mittels grep alle Zeilen gesucht und ausgegeben, die das Wort „Fidibus“ enthalten, danach wandelt tr alle Kleinbuchstaben in Großbuchstaben um, und zum Schluss wird alles sortiert und auf dem Bildschirm ausgegeben. Diese Art der Pipes nennt man anonyme Pipes.
Diese Form der Ein- und Ausgabeumlenkung ist so alltäglich, dass es eine Vielzahl an Kommandos gibt, die erst durch diese Technik überhaupt sinnvoll sind – beispielsweise das oben genannte wc (word count), das ohne die Eingabeumleitung (weg von der Tastatur, hin auf eine Datei) kaum ein Einsatzgebiet hätte.
Zur dahinterliegenden Technik ist zu bemerken, dass die einzelnen Filter als jeweils eigene Prozesse gestartet werden und so quasi gleichzeitig ihre Arbeit verrichten, während die Pipes dafür sorgen, dass die Filter bei Bedarf so aufeinander warten, dass keine größeren Mengen an Zwischenergebnissen anfallen, die entsprechende Mengen an Speicherplatz in Anspruch nehmen würden.
Für komplexere Anwendungen lassen sich auch benannte Pipes (FIFOs) definieren, auf die dann wie auf eine Datei zugegriffen werden kann:
- mkfifo: benannte Pipe anlegen

Beispiel:
- In einer Shell:

```
           mkfifo Rohr
           ls > Rohr
```

Hier wird erst eine benannte Pipe namens Rohr angelegt, und dann die aktuelle Verzeichnisliste in diese umgeleitet. Achtung: Das Öffnen der benannten Pipe zum Schreiben bewirkt unter Umständen, dass das Programm blockiert, weil es darauf wartet, dass ein anderes Program die Pipe zum Lesen öffnet und die darin wartenden Daten in Empfang nimmt. Analoges passiert, wenn eine Pipe zum Lesen geöffnet wird, ehe ein anderes Programm dorthinein schreibt.
- Danach in einer anderen Shell (z. B. in einem anderen Fenster):

```
           cat Rohr
```

Hier wird der „Inhalt“ von Rohr ausgelesen und auf der Standardausgabe ausgegeben. Es erscheint also die Ausgabe von ls aus der ersten Shell in der Standardausgabe der zweiten Shell.
- Danach kann die Pipe wie eine normale Datei gelöscht werden:

```
           rm Rohr
```

Ein Einsatzgebiet ist etwa, wenn ein Filter Daten von verschiedenen Quellen mischen will – beispielsweise paste, das zwei Dateien nimmt und zeilenweise nebeneinander ausgibt.

## Kommandos (Auswahl)
siehe auch: GNU Core Utilities (Sammlung von grundlegenden Befehlszeilen-Programmen unter freier Lizenz)

### Hilfe
Das Unix-Hilfesystem basiert wesentlich auf den so genannten Manpages (für manual page, Handbuchseite). Idealerweise liegt für jedes Kommando, jeden Aufruf der Programmierschnittstelle (Systemfunktionen, C-Bibliothek) und jede wichtige Konfigurationsdatei eine eigene man page vor.
Die Handbuchseiten sind zudem in durchnummerierte Bereiche unterteilt, die unterschiedliche Schnittstellen abdecken (Benutzerkommandos, Administrations-Kommandos, C-Funktionen etc.).
Hilfeseiten sind im Format des Textsatzprogramms troff geschrieben, daher kann neben der ASCII-Textversion für die Online-Anzeige auch eine druckbare Version generiert werden.

#### Die Kommandos des Online-Handbuchs
- man (®V7, POSIX): Handbuchseiten (MANual page)
ruft die Hilfeseite für ein bestimmtes Programm, eine bestimmte Funktion etc. auf.
- whatis: gibt eine einzeilige Kurzbeschreibung der Kommandos, in der Regel die Zusammenfassungszeile der zugehörigen Hilfeseite.
- apropos  oder man -k sucht in den Kurzbeschreibungen nach einer Zeichenfolge und gibt die passenden Einträge samt Kurzbeschreibung zurück. Beispielsweise gibt apropos compiler alle Einträge aus, in denen das Wort „compiler“ vorkommt.

Von GNU kommt ein alternatives Hilfssystem namens texinfo, das auf Hypertext beruht. Dieses ist in den Editor Emacs integriert, es gibt aber auch einen reinen info-Browser:
- info (GNU): Handbuch zu einem Kommando

Die Tendenz geht anscheinend dahin, dass die GNU-Programmierer die manual pages etwas stiefmütterlich behandeln und das vollständigere und auch meistens korrektere Handbuch in Texinfo-Form liefern.
Zunehmend werden für GUI-Programme auch HTML-Seiten als Hilfedateien verwendet.
Folgendes ist eine unvollständige Zusammenstellung wichtiger Unix-Kommandos.

### Dateioperationen
Der Umgang mit Dateien ist ein wesentlicher Teil der Arbeit am Computer. Dementsprechend gibt es auch Unix-Kommandos zum Umgang mit Dateien:
- cp (®V7, POSIX): Datei kopieren (CoPy)
- ls (®V7, POSIX): Dateien in einem Verzeichnis anzeigen (LiSt)
- mv (®V7, POSIX): eine Datei verschieben oder umbenennen (MoVe)
- ln (®V7, POSIX): Erzeugen von Dateiverknüpfungen (LiNk)
- rm (®V7, POSIX): Löschen einer Datei (ReMove)
- tar (®V7): Archivierungsprogramm (Tape ARchive)

### Verzeichnisse
Dateien sind unter Unix (wie eigentlich auf allen modernen Betriebssystemen) in Verzeichnissen geordnet. Unter Unix gibt es jedoch, anders als etwa unter MS-DOS oder Windows, nur einen einzigen Verzeichnisbaum, in den der Inhalt anderer Datenträger bei Bedarf an einer bestimmten Stelle im Baum „eingehängt“ wird.
Zur Verzeichnisverwaltung stehen unter anderem folgende Befehle zur Verfügung:
- mkdir (®V7, POSIX): erzeugt ein neues Verzeichnis (MaKe DIRectory)
- rmdir (®V7, POSIX): löscht ein (leeres) Verzeichnis (ReMove DIRectory)
- cd (SH, POSIX): wechselt in ein anderes Verzeichnis (Change Directory)
- pwd (®V7, POSIX): Anzeige des aktuellen Verzeichnispfades (Arbeitsverzeichnis, Print Working Directory)

### Dateisystem
- mkfs (®V7): Dateisystem erstellen (MaKe FileSystem)
- newfs (BSD, System V): Dateisystem komfortabler erstellen
- fsck (®V7): Dateisystem überprüfen (FileSystem ChecK)
- mount (®V7) und umount (®V7): Dateisystem einhängen in den oder aushängen aus dem Verzeichnisbaum
- dd: Kopieren, Beschneiden und Umleiten von Datenströmen (Disk Dump, englisch für „Scheibe“ oder „Platte“ und „abladen“ oder „wegwerfen“)
- df (®V7, POSIX): Anzeige des freien Speicherplatzes in Filesystemen (Disk Free)
- du (®V7, POSIX): Anzeige des benötigten Speicherplatzes von Dateien und Verzeichnissen (Disk Usage)

### Benutzer- und Rechteverwaltung
Unix war von Anfang an ein Mehrbenutzerbetriebssystem (beispielsweise kann MS-Windows dies erst seit der NT-Generation). Das bedeutet, dass verschiedene Benutzer am Rechner arbeiten können und voreinander abgeschottet werden: Man kann anderen Benutzern erlauben oder verbieten, auf bestimmte Dateien zuzugreifen. Zusätzlich kann man Benutzer auch Gruppen zuordnen, denen kollektiv bestimmte Zugriffsrechte gewährt werden können. Eine besondere Rolle spielt der Benutzer root (Systemadministrator), der als einziger Benutzer vollen Zugriff auf das System hat.
Jeder Benutzer hat typischerweise sein eigenes Heimatverzeichnis, in welchem nur er (und root) Dateien anlegen und löschen kann.
Kommandos (Auswahl):
- su (®V7), sudo: Benutzer wechseln, standardmäßig wird zu root gewechselt (Substitute User)
- useradd oder adduser (SysV): Einen neuen Benutzer anlegen.
- w (BSD): Wer ist alles angemeldet? Und was tun sie?
- chsh (BSD): Änderung von Nutzerinformationen in /etc/passwd, /etc/group etc.
- who (®V7, POSIX): Wer ist alles angemeldet?
- chmod (®V7, POSIX): Zugriffsrechte auf Dateien ändern (CHange MODe)
- chown (®V7, POSIX): Eigentümer und/oder Gruppe ändern (CHange OWNer)
- chgrp (®V7, POSIX): Gruppenzugehörigkeit einer Datei ändern (CHange GRouP)
- passwd (®V7): Benutzerpasswort ändern (siehe auch chsh)
- id (BSD, POSIX): Gibt Informationen zur eigenen Identität aus: Benutzername, Benutzerkennung (UID), Name der primären Benutzergruppe, Nummer der primären Benutzergruppe (GID)
- finger (BSD): Gibt Informationen über den (angemeldeten) Benutzer heraus. (Auf vielen Systemen wegen Sicherheitsbedenken deaktiviert)

### Textmanipulation
Eine der Stärken von Unix sind seine vielen Zubehörprogramme, insbesondere (aber nicht nur) zur Bearbeitung von Textdateien. Die Stärke beruht unter anderem darauf, dass die Zubehörprogramme leicht über pipes „zusammengeschaltet“ werden können, um komplexere Aufgaben zu erfüllen.
- cat (®V7, POSIX): Ausgabe und/oder Verkettung von Textdateien in der Kommandozeile (conCATenate, Englisch für „verknüpfen“[1])
- cut (System V, POSIX): Auswählen bestimmter Spalten bei der Ausgabe.
- echo (®V7, POSIX): Ausgabe, siehe Echo (Informatik)
- grep (®V7, POSIX): Anzeige aller Zeilen einer Textdatei, die auf einen regulären Ausdruck passen.
- head (POSIX): Ausgabe der ersten n Zeichen/Zeilen des Inputs (dies ist üblicherweise eine Datei).
- tail (BSD, POSIX): Ausgabe der letzten Zeilen des Inputs (dies ist üblicherweise eine Datei).
- less (GNU) und more (POSIX): seitenweise Ausgabe einer Textdatei
- paste (System V, POSIX): Liest den Inhalt mehrerer Dateien zeilenweise und verbindet diese durch Verwendung des Trennzeichens (Delimiter) miteinander
- sort (®V7, POSIX): nach bestimmten Kriterien sortieren.
- strings (BSD, POSIX): filtert druckbare Zeichenketten aus einer Binärdatei.
- sed (®V7, POSIX): mächtiges Werkzeug zur Textmanipulation (Stream EDitor)
- awk (®V7, POSIX): programmierbares Werkzeug zur Datenverarbeitung (Aho Weinberger Kernighan, die Anfangsbuchstaben der Namen der Erfinder)

### Texteditor
- ed (®V7, POSIX): der „originale“ Unix-Texteditor
- ex (BSD, POSIX): der Vorläufer des vi
- vi (BSD, POSIX): VIsual editor
- vim (u): freie Weiterentwicklung von vi

### Netz
- ftp (BSD): Kommandozeilen-Client für File Transfer Protocol (FTP)
- mail (®V7): E-Mail verschicken. POSIX-standardisiert mailx
- ping (BSD): schickt ein ping an einen anderen Rechner.
- telnet (BSD): Client für das Telnet-Protokoll
- ssh (u): Shell für verschlüsselte Verbindungen und (als scp) Übertragungen, sicherer als Telnet bzw. FTP (Secure SHell)
- rsh (BSD): (Remote SHell)
- netstat (BSD): Anzeige der Netzverbindungen
- ifconfig (BSD): Netzwerkschnittstellenkonfiguration

### Kommunikation
- talk (POSIX): mit einem anderen Benutzer unterhalten.
- write (®V7, POSIX): Nachricht an einen Benutzer schicken
- wall: Nachricht an alle Benutzer eines Systems schicken (Write ALL)

### Prozessmanagement
- at (®V7, POSIX): Prozess später starten (zu (at) einem bestimmten Zeitpunkt)
- cron (®V7): Prozess regelmäßig starten (POSIX standardisiert das Konfigurationswerkzeug crontab)
- kill (®V7, POSIX): Einen Prozess beenden oder andere Signale an ihn senden
- nice (®V7, POSIX) und renice (BSD, POSIX): Priorität eines Prozesses ändern
- nohup: (®V7, POSIX) bei Logout nicht beenden
- ps (®V7, POSIX): Anzeige der laufenden Prozesse
- top (u): interaktive Anzeige der laufenden Prozesse (Table Of Processes)
- uname (POSIX): Ausgabe von Informationen über Betriebssystem und Rechner

### C-Entwicklungssystem
- cc (®V7): C-Compiler (POSIX spezifiziert c99 als C-99-kompatiblen Compiler)
- gcc (GNU): Die GNU-Variante des C-Compilers
- make (®V7, POSIX): Programmgruppenverwaltung
- lint (®V7): C-Code-Überprüfung
- as (®V7): Assembler
- ld (®V7): Link Loader
- adb (®V7): Debugger
- gdb (GNU): Der GNU Debugger
- nm (®V7): Symbol Table
- objdump (u): Disassembler, spezialisiert auf ELF-Dateien
- size (®V7): Programmsegmentgrößen
- prof (®V7): Profiler
- lex (®V7, POSIX): Lexical Analyser Generator
- yacc (®V7, POSIX): Parser Generator

### Textsatzsystem
Unix wurde zusammen mit dem leistungsfähigen Textsatzsystem troff entwickelt, das unter anderem Tabellen- und Formelsatz ermöglicht.
Auch die Manualseiten können mit diesem System gesetzt werden.
nroff erlaubt die Ausgabe auf Textterminals und Zeilendrucker.
Das betriebssystemunabhängige TeX hat jedoch *roff weitgehend abgelöst. Auch das GNU-Hilfesystem texinfo arbeitet mit TeX für die Druckausgabe.
- troff (®V7): Makroorientiertes Textsatzsystem für Fotosatzbelichter der Firma Wang, deren Steuercodes große Ähnlichkeit mit den Belichtern der H. Berthold AG haben.
- nroff (®V7): Makroorientiertes System für Terminal und Zeilendrucker
- groff (GNU): GNU-Version von troff und nroff mit Erweiterungen für die Ansteuerung von grafikfähigen Druckern
- eqn (®V7): Mathematischer Formelsatz für troff (Präprozessor)
- neqn (®V7): Mathematischer Formelsatz für nroff (Präprozessor)
- tbl (®V7): Tabellen für troff und nroff (Präprozessor)
- pic (u): Einbinden von Bildern in troff Satzdaten. Das Programm stammt ursprünglich aus der UNIX Documenters Workbench und war separat zu erwerben.
- spell (®V7): Rechtschreibprüfprogramm